# Bathymedon nanseni
Bathymedon nanseni är en kräftdjursart som beskrevs av Gurjanova 1946. Bathymedon nanseni ingår i släktet Bathymedon och familjen Oedicerotidae. Inga underarter finns listade i Catalogue of Life.